# Woytkowskia travassosi
Woytkowskia travassosi là một loài bọ cánh cứng trong họ Cerambycidae.